# Enrico Dandolo (patriark)
 Der er flere personer med dette navn, se Enrico Dandolo.
Enrico Dandolo (død 1182) var en italiensk kirkemand. Han var farbror til dogen Enrico Dandolo.
Dandolo blev i 1134 patriark af Grado, hvad der i mange år medførte en lang række stridigheder.
I sommeren 1147 kom det Byzantinske Rige under pres fra normannerne og bad Republikken Venedig om hjælp. Venedigs doge Pietro Polani var indstillet på at hjælpe, da hans bystat var afhængig af handel med Byzans. Enrico ville ikke hjælpe Byzans, der ikke var romerskkatolsk, men græsk-ortodoks.
Det blev den første større konflikt i hans liv. Konflikten endte med, at han og hans tilhængere blev sendt i eksil, og at hans slægts ejendomme blev jævnet med jorden. Enrico Dandolo søgte nu hjælp hos paven, der lyste Venedig i band og ekskommunikerede dogen.
Konflikten sluttede først, da den nye doge Domenico Morosini ophævede eksilet i 1148, hvorefter Enrico Dandolos slægts ejendomme blev genopført og striden blev bilagt igennem ægteskab.
Dandolo blev i 1155 udnævnt til primas for Dalmatien, hvilket gav ham jurisdiktion over ærkebiskoppen i Zara, og i 1157 fik han retten til at ordinere romersk katolske biskopper i Byzans og andre byzantinske byer med venetianske kirker.